# Charadriinae
I Charadriinae sono una sottofamiglia di uccelli caradriiformi a cui appartengono pivieri, fratini e corrieri.

## Sistematica
La sottofamiglia è divisa in otto generi che comprendono 40 specie.

### Generi e specie in ordine tassonomico
- Genere Pluvialis
  - Pluvialis apricaria
  - Pluvialis fulva
  - Pluvialis dominica
  - Pluvialis squatarola
- Genere Charadrius
  - Charadrius obscurus
  - Charadrius hiaticula
  - Charadrius semipalmatus
  - Charadrius placidus
  - Charadrius dubius
  - Charadrius wilsonia
  - Charadrius vociferus
  - Charadrius melodus
  - Charadrius thoracicus
  - Charadrius pecuarius
  - Charadrius sanctaehelenae
  - Charadrius tricollaris
  - Charadrius forbesi
  - Charadrius alexandrinus
  - Charadrius javanicus
  - Charadrius marginatus
  - Charadrius ruficapillus
  - Charadrius peronii
  - Charadrius pallidus
  - Charadrius collaris
  - Charadrius alticola
  - Charadrius bicinctus
  - Charadrius falklandicus
  - Charadrius mongolus
  - Charadrius leschenaultii
  - Charadrius asiaticus
  - Charadrius veredus
  - Charadrius morinellus
  - Charadrius modestus
  - Charadrius montanus
- Genere Thinornis
  - Thinornis rubricollis o Charadrius rubricollis
  - Thinornis novaeseelandiae
- Genere Elseyornis
  - Elseyornis melanops
- Genere Peltohyas
  - Peltohyas australis
- Genere Anarhynchus
  - Anarhynchus frontalis
- Genere Phegornis
  - Phegornis mitchellii
- Genere Oreopholus
  - Oreopholus ruficollis